# Movimientos sociales de 1968

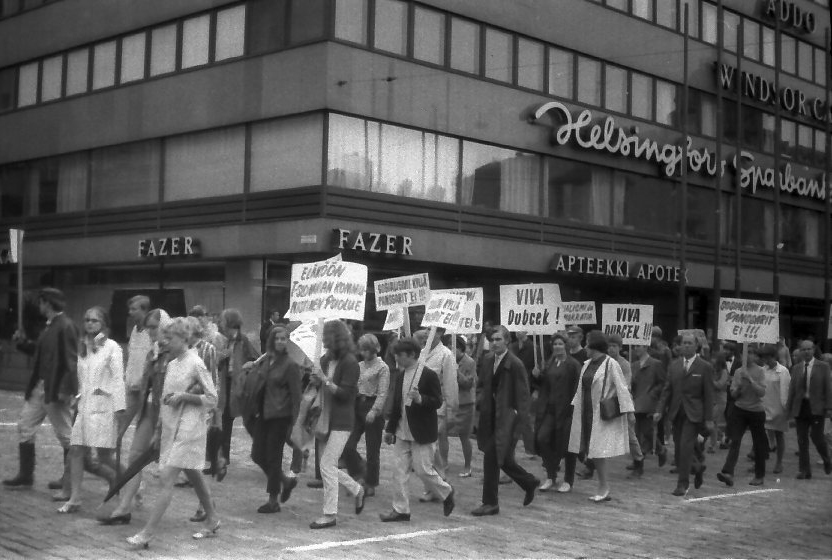
Manifestación en Helsinki (Finlandia) contra la intervención soviética en Checoslovaquia. Varios carteles dicen: Viva Dubcek.

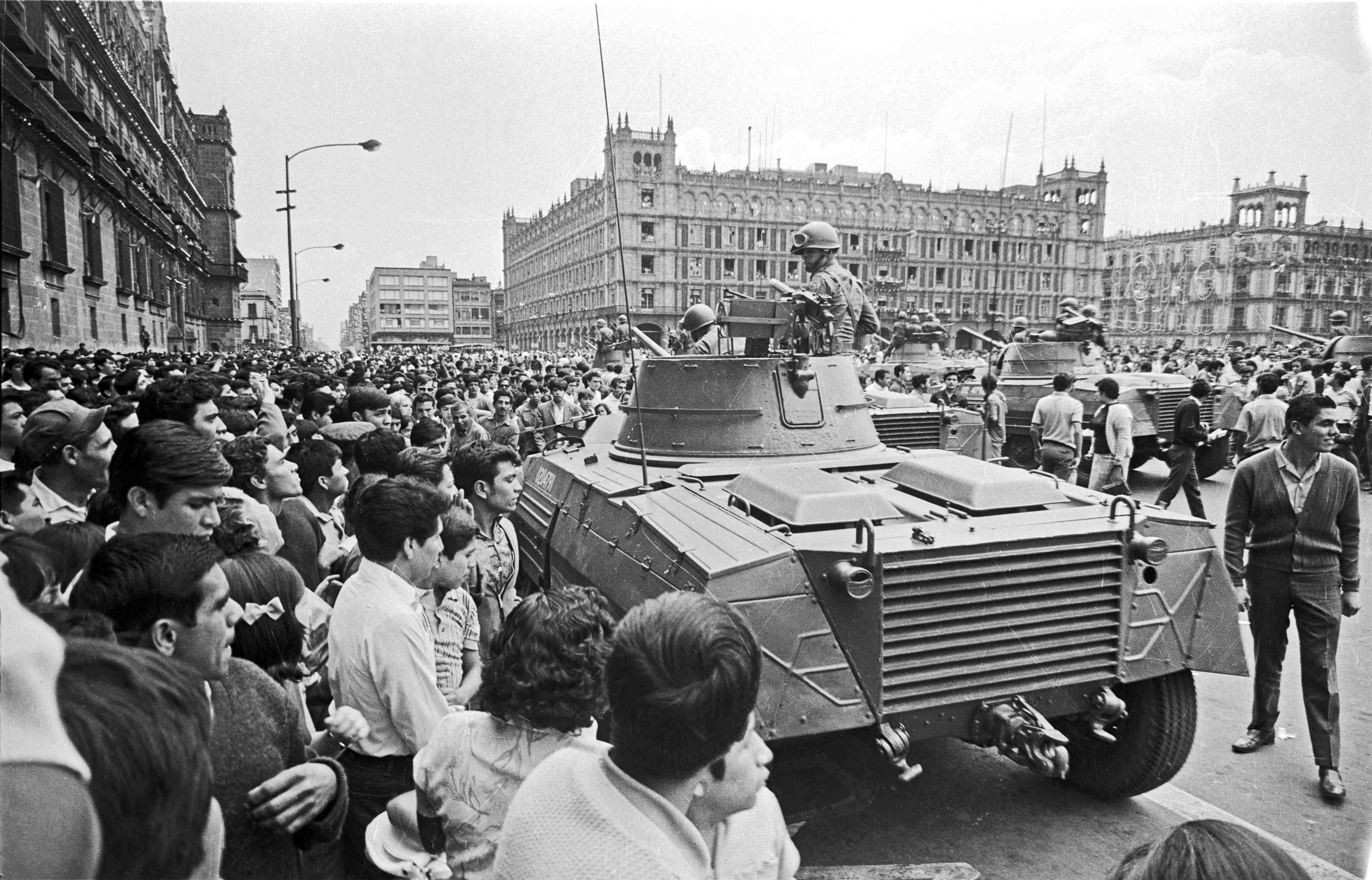
Tanquetas en el Zócalo de México el 28 de agosto de 1968

Los Movimientos sociales de 1968, también llamados Protestas de 1968, Revolución de 1968, o simplemente el 68, comprendieron una escalada mundial de conflictos sociales, predominantemente caracterizada por rebeliones populares contra las élites militares y burocráticas, que respondieron con una escalada de represión política.
Dentro de los movimientos sociales de 1968 pueden localizarse, países como Estados Unidos con protestas contra la Guerra de Vietnam, especialmente las que tuvieron lugar durante la Convención Nacional Demócrata de 1968, el Movimiento por los derechos civiles —que concluyó ese mismo año con el asesinato de dos líderes significativos: Martin Luther King y Robert Kennedy—, el Festival de Woodstock —1969— y otros hechos y procesos relacionados. Checoslovaquia, la Primavera de Praga inició con la propuesta de socialismo de rostro humano, quizá el desencadenante o precipitante del movimiento parisino, mientras que su represión por los soviéticos significó una honda decepción en gran parte de la opinión progresista occidental. En México tuvo lugar el movimiento estudiantil de 1968 teniendo como punto máximo de la opresión por parte del gobierno mexicano la masacre de Tlatelolco, coincidente con la celebración de los Juegos Olímpicos de México 1968. España se suscitaron algunos movimientos universitarios de oposición al franquismo, de menor entidad. Mientras que otros países europeos sufrieron notables sacudidas. Un poco más tarde en Italia, en 1969 se presenta el movimiento otoño caliente o las movilizaciones laborales de 1972-1973 en el país de Reino Unido. Existe una similitud no tan evidente con la Revolución Cultural china  (estuvo dirigida desde el poder por el propio Mao, que dirigió una gigantesca movilización juvenil —Libro Rojo— contra sus enemigos dentro del aparato del Partido Comunista Chino) ya que los grupos occidentales pretendían inspirarse en ella.

## Protestas y movimiento social, cultural y político
Tales movimientos del 68 compartieron de un modo muy impreciso la misma dimensión cultural o política, con gran presencia estudiantil, de naturaleza asamblearia (más o menos manipulada o espontánea), pero siempre desbordando los cauces de participación ciudadana convencional, sindicales o políticos. Era muy habitual que se materializaran en ocupaciones de facultades y fábricas, o en protestas callejeras que, independientemente de su carácter inicial (sentadas, manifestaciones), solían derivar en alteraciones más graves, con destrozos, levantamiento de barricadas y enfrentamientos con la policía. Sus reivindicaciones eran habitualmente poco evidentes: aunque se iniciaban por problemas concretos, se terminaban haciendo genéricas, demandando la solidaridad y conexión con otros grupos, transformaciones altruistas y universales o vagas propuestas de autogestión. Su protagonismo estaba muy disperso entre grupos atomizados de confusa identificación: distintos movimientos sociales (pacifistas, feministas, homosexuales, primitivos ecologistas, entre otros.), distintos movimientos culturales del arte moderno (beatnik, hippie, happening, fluxus, pop-art, videoarte, land art y psicodelia ) y distintos movimientos políticos (anarquistas, extrema izquierda —trotskistas, maoístas y situacionistas—), caracterizados por su distanciamiento tanto de los Estados Unidos como de la Unión Soviética, mismo que se había demostrado recientemente en la crisis de Berlín o la crisis de los misiles cubanos. El miedo a veces era vivido paródicamente, como en la película Dr. Strangelove de Stanley Kubrick (1964), rasgo del que incluso participó la aparición del denominado eurocomunismo entre los partidos comunistas de Europa Occidental.

## El 68 como cambio social y generacional
Otro rasgo común es la ausencia de éxito inmediato de las insurrecciones, una de las razones para calificarlas propiamente de revueltas y no revoluciones. No obstante, su impacto, medido generacionalmente (lo que suele denominarse el espíritu del 68 o sesentayochismo) suele considerarse mucho más importante que su fracaso relativo. El 68 representó la irrupción de una juventud posterior a la Segunda Guerra Mundial (la denominada demográficamente como el baby boom) que, a pesar de estar recibiendo un nivel de formación educativa muy superior a la de sus padres, quienes se la estaban proporcionando confiados en su capacidad de generar un ascenso social, parecía no compartir los valores de estos, ni encontrar sitio en una sociedad que percibían como encorsetada, llena de convencionalismos arcaicos y necesitada de cambios. Se ha llegado a decir que "por primera vez una clase de edad adolescente y juvenil, tomó el relevo de las clases sociales". Los términos burgués, capitalista, empresario, patrón o incluso viejo, se aplicaban como insulto (no pocas veces junto al epíteto cerdo). El encuadramiento de estos jóvenes se producía habitualmente fuera de las instituciones tradicionales de participación política y social, de forma poco coordinada en una pléyade de organizaciones de los denominados movimiento estudiantil, movimientos juveniles o contracultura.
Se ha interpretado a los movimientos sociales de 1968, particularmente en los países occidentales, como resultado del prolongado periodo de bienestar económico, que generó un nuevo tipo de demanda social, ligado a nuevos patrones de ocio, de trabajo, de consumo y de socialización en la juventud, hasta entonces inverosímiles. En general, se acusa al 68 de la crisis de los valores tradicionales propia de la sociedad contemporánea, que tras el paso de la sociedad preindustrial a la sociedad industrial o sociedad de consumo de masas, se encaminaba hacia la sociedad postindustrial.
La posterior crisis del petróleo de 1973, con el problema del desempleo, generaría otro tipo de inquietudes, de signo opuesto, en la juventud de los años 80 y 90; cuyo estereotipo consistió en ser más materialista (en el sentido vulgar) y egoísta, desencantada y desmovilizada (pasotismo), que despreciaban los movimientos sociales para privilegiar el individualismo y la búsqueda del éxito personal (en el caso de los negocios, los denominados yuppies).

## Los medios de comunicación y el cine del 68
Los medios de comunicación jugaron un papel determinante por primera vez en la historia, existía la posibilidad de llegar a un gran público con imágenes de televisión; y, como ocurrió con la propia guerra de Vietnam, el medio demostró no ser tan dócil al poder como habían pronosticado las distopías (1984 de George Orwell). El impacto (sobre una audiencia todavía muy virgen) de imágenes de manifestaciones, barricadas, cargas policiales o hechos de mayor violencia proporcionaban insospechadas capacidades de protagonismo a quien demostrara tener suficiente habilidad, fortuna o falta de escrúpulos para ello. Debido al impacto de las imágenes hubo una incesante necesidad de censurar o alterar los medios comunicación a favor del gobierno con el fin de evitar un conflicto mayor con los distintos movimientos. La propaganda por el hecho y la acción directa que habían imaginado los anarquistas de finales del siglo XIX encontraban una enorme caja de resonancia. El mismo general De Gaulle, tras una penosa intervención televisiva que evidenció su envejecimiento físico, tuvo que renunciar a la imagen, para volver a los discursos radiofónicos que tan buenos resultados le dieron durante la Resistencia al nazismo, y que volvieron a demostrarse eficaces en esta ocasión.
En la época de la nouvelle vague (nueva ola —grupo de cineastas franceses surgido en los años 50—) y del cinema verité (cine de la realidad), las manifestaciones y ocupaciones de fábricas y facultades fueron filmados por documentalistas muy próximos a los mismos protagonistas (grupo Medvedkine), incluyendo extensas entrevistas y debates en grupo. Lo adecuado de lo audiovisual como medio de expresión de los movimientos de la época hizo que, tanto entre las distribuidas minoritariamente (pases en versión original, salas de arte y ensayo o locales improvisados) como incluso entre las películas convencionales, haya una abundante muestra de cine del 68 en el que, por unas u otras razones, los jóvenes del 68 se identificaban, convirtiéndose en referente de la época.
En cuanto a los medios de comunicación escritos, el ambiente del 68 generó publicaciones alternativas que utilizaban canales de distribución no comerciales como los fanzines, debido a la censura que existía en los medios de comunicación tradicionales. Por otro lado, los dazibaos (murales inspirados en el ejemplo chino) o las pintadas callejeras se convirtieron en vehículos de expresión individual y grupal.

## Los intelectuales y el 68

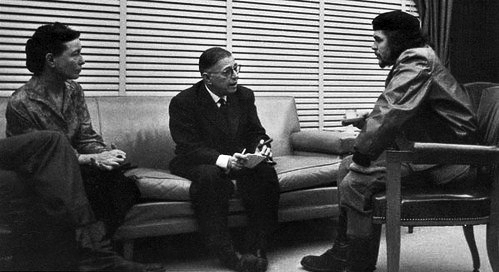
Sartre y Beauvoir se reúnen con el Ché en Cuba, 1960

El prestigio de los intelectuales más o menos cercanos al marxismo, al existencialismo o al estructuralismo, no necesariamente próximos entre sí, era muy alto en las universidades —verdaderos centros del movimiento—, desde Berkeley en California hasta la propia Sorbona en París, la London School of Economics en Inglaterra y la Universidad Libre de Berlín, la escuela de Frankfurt y la Escuela de Annales en Francia.
Autores como: Noam Chomsky (cercano al anarquismo y al trotskismo), Louis Althusser, Jean Paul Sartre y Simone de Beauvoir (cercanos al Partido Comunista Francés, del que en algún caso se acabaron distanciando), György Lukács y Lucien Goldmann (corriente denominada humanismo marxista), Marcuse, Adorno, Horkheimer, Habermas, los historiadores marxistas británicos (E. P. Thompson, Eric J. Hobsbawm) o Braudel, a los que hay que sumar el renovado interés por un filósofo de pasado polémico (cercano al nazismo) como era Martin Heidegger, o por una excéntrica tríada de rumanos exiliados de muy divergente trayectoria, pero amigos entre sí: Cioran, Mircea Eliade y Eugène Ionesco (uno de los cultivadores del teatro del absurdo, muy apropiado para epater le bourgoise —escandalizar al burgués—). Podrían añadirse muchas otras figuras o corrientes, como las ligadas al psicoanálisis (Jacques Lacan, Erich Fromm). La producción intelectual de muchos otros sería más bien resultado o expresión de la propios movimientos sociales del 68, en lo que se ha venido en llamar la postmodernidad, como la de Jacques Derrida (deconstrucción) o gran parte de la obra de Michel Foucault.
La relación de estos intelectuales y otros de otras corrientes con el movimiento estudiantil no fue de maestros a discípulos. De hecho, es la época de la antipsiquiatría y la renovación educativa (Summerhill, Benjamin Spock, Paulo Freire, el Libro rojo del cole) popularizadas en películas como One Flew Over the Cuckoo's Nest (Alguien voló sobre el nido del cuco, Miloš Forman, 1975 —adaptación de la novela de 1962 de Ken Kesey, una de las figuras visibles de la psicodelia y la contracultura—) o To Sir, with Love (Al maestro con cariño, James Clavell, 1967, readaptación de Blackboard Jungle —Semilla de maldad, 1955—) protagonizada por un profesor que conecta con un grupo de alumnos indisciplinados de un barrio marginal. No se admitía la autoridad, el aprendizaje memorístico estaba desprestigiado, el alumno debía construir su propio aprendizaje (constructivismo) y los profesores debían aprender más de sus alumnos que estos de aquellos. Era muy comentado que en la Revolución Cultural china, los profesores acusados de desviacionismo o aburguesamiento eran reeducados y se les castigaba a manos de sus alumnos, humillándoles, golpeándoles u obligándoles a llevar orejas de burro (posteriormente, en una versión más radical, como fue la de los jemeres rojos de Pol Pot —1975-1979—, fueron uno de los objetos principales del genocidio camboyano).
No hubiera sido adecuado a la naturaleza de los movimientos de 1968 que los padres ocuparan funciones rectoras: fueron líderes (aunque ellos mismos negaban cualquier condición dirigente) los jóvenes más carismáticos surgidos del propio movimiento estudiantil, como Daniel Cohn-Bendit (Dani, el rojo) o Rudi Dutschke. El propio Sartre reconocía ese protagonismo juvenil:

Hay algo que ha surgido de ustedes que asombra, que trastorna, que reniega de todo lo que ha hecho de nuestra sociedad lo que ella es. Se trata de lo que yo llamaría la expansión del campo de lo posible. No renuncien a eso.

Esa espontaneidad juvenil, y esas expectativas utópicas, en un clima vitalista que puede calificarse de bonheur revolutionnaire (felicidad revolucionaria), está presente en los archiconocidos lemas del 68, algunos aparecidos en pintadas:

La imaginación al poder.
Prohibido prohibir.
Seamos realistas, pidamos lo imposible.
Queremos el mundo, y lo queremos ahora.
No te fíes de alguien que tenga más de treinta años.
Si no formas parte de la solución, formas parte del problema.

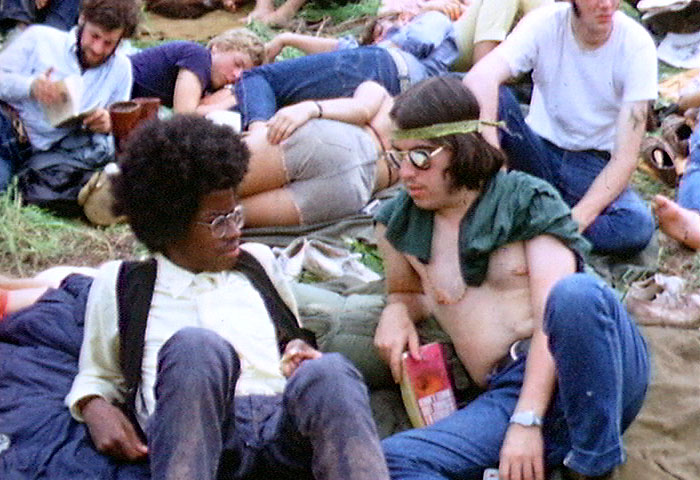
Dos jóvenes, ajenos a los convencionalismos sociales, en el festival de Woodstock, junto a muchos otros. Pocas imágenes como esta (una pareja interracial de varones melenudos, tirados en una pradera; uno de ellos, semidesnudo, sujetando indolentemente un libro) podrían suscitar tanta aversión para una opinión conservadora. Una verdadera brecha generacional que respondía a una verdadera contracultura.

Las repercusiones intelectuales de los movimientos sociales del 68 no han dejado de suscitar controversias. Desde el punto de vista conservador se la suele considerar la responsable de la anomia, el relajamiento de costumbres (especialmente en el terreno sexual —revolución sexual—: divorcio, aborto, relaciones prematrimoniales, anticonceptivos —la píldora se comercializa desde 1960—, liberación de la mujer, modas «indecorosas» —minifalda de Mary Quant en 1965—, música «inapropiada» —en algunos casos satánica—), pérdida del respeto patriarcal y a la autoridad (por ejemplo, el tuteo generalizado), utilización de drogas, desprecio de la ética del trabajo. El papa Benedicto XVI se ha referido a los movimientos sociales de 1968 como la mítica revolución de 1968, a la que calificado como el segundo iluminismo (comparándola con la descristianizadora Ilustración del siglo XVIII). De hecho, la propia Iglesia católica estaba inmersa en esa época en un proceso de aggiornamento (traducible por puesta al día) suscitado por el Concilio Vaticano II y el pontificado progresista de Pablo VI, del que eran muestra los cambios litúrgicos (misa en lengua vernácula, música pop en los templos) y movimientos como los curas obreros o la teología de la liberación. En 1968 Hans Küng redacta una Declaración por la libertad de la teología que fue firmada por más de mil teólogos del mundo entero.

## El 68 y la lucha armada
La simpatía por el movimiento tercermundista llegaba al punto de la fascinación por la figura del Che Guevara (fusilado en Bolivia en 1967), cuya imagen se imitaba (boina, pelo y barba) además de convertirse en un icono presente en todos los ámbitos imaginables (pósteres y camisetas) que lo convirtieron en un verdadero santo laico. Parecida utilización tuvo la también controvertida figura de Malcolm X, víctima de un atentado de sus antiguos compañeros de la Nación del Islam en 1965 y cuyo activismo fue continuado por diversos grupos (como los Panteras Negras) cuya grado de relación con la violencia, su criminalización o incluso su manipulación por parte de las autoridades ha sido muy discutida. Gran repercusión tuvo el escándalo consiguiente al saludo del Black Power en los Juegos Olímpicos de 1968. Los siguientes Juegos Olímpicos de Múnich 1972 presenciaron el secuestro y asesinato de once deportistas israelíes por parte de un comando de terroristas palestinos (Septiembre Negro).
La existencia de activistas radicalizados procedentes de las movilizaciones del 68, coordinados en grupos que deseaban una implicación mayor en lo que se denominaba lucha armada, llevó a la constitución de grupos terroristas con diversos fines, muchas veces amalgamados: anticapitalistas (Fracción del Ejército Rojo en Alemania —formado en 1970 por Andreas Baader y Ulrike Meinhof, procedentes del movimiento estudiantil del 68—, Brigadas Rojas en Italia —1969, Mario Moretti—), nacionalistas (reactivación del IRA en la Irlanda del Norte británica, fundación de la ETA en el País Vasco español), o de difícil clasificación (el grupo estadounidense que saltó a la fama por el secuestro de Patricia Hearst); pero todos ellos intentando aplicar doctrinas insurreccionales experimentadas en las guerras anticoloniales (sobre todo la Independencia de Argelia y la guerra de Vietnam) o en la revolución cubana: concepto de guerrilla urbana, principio de acción-reacción y la imagen del revolucionario como pez en el agua. También se popularizaron otras expresiones similares originadas en citas del libro rojo de Mao, como la consideración del imperialismo y el capitalismo como tigres de papel, cuya fortaleza era solo aparente. El mismo sentido tenía una frase muy citada de Che Guevara (de 1967), en la que reclamaba el surgimiento de muchos Vietnam.
Se suele señalar la inspiración que el sesentayochismo proporcionó al surgimiento de movimientos armados latinoamericanos (Montoneros en Argentina, Sendero Luminoso en Perú) o a la continuidad de los preexistentes (Tupamaros en Uruguay, una de cuyas acciones fue reflejada por Costa-Gavras en la película État de Siège —Estado de sitio, 1972—), o a sectores de los partidos políticos tradicionales, como la Juventud Radical Revolucionaria de la Unión Cívica Radical, que aunque alejados de la lucha armada propiciaban la movilización popular. Más extraña y desconectada de los movimientos locales, pero también partícipe del mismo ambiente generacional, fue la trayectoria personal del enigmático terrorista internacional de origen venezolano Ilich Ramírez Sánchez (Carlos o el Chacal).
Los movimientos fueron combatidos con dureza por el establishment de cada región, utilizando los aparatos represivos estatales (policía, ejército, agencias de inteligencia), los medios de comunicación de masas y mediante reformas.